# بوشيني كولومبي
بوشيني كولومبي (الاسم العلمي: Puccinia columbiensis) هو نوع من الفطريات يتبع جنس البوشيني من فصيلة البوشينية.